# أوخي تبة
أوخي تبة (بالفارسية: اوخی‌تپه) هي قرية تقع في غلستان في إيران. يقدر عدد سكانها بـ 371 نسمة بحسب إحصاء 2016.